# Nappe de la Dent Blanche
La nappe de la Dent Blanche est une nappe de socle et une klippe située dans les Alpes valaisannes à cheval sur la Suisse et l'Italie. Elle constitue avec la zone de Sesia-Lanzo les témoins de la marge apulienne, une zone de transition entre le domaine piémontais et sud alpin située au nord de la ligne insubrienne. Elles étaient initialement reliées puis furent subductées sous la plaque apulienne au Crétacé supérieur. Les nappes de Sesia-Dent Blanche sont un équivalent latéral du domaine austro-alpin mais se distinguent par une évolution différente durant l'orogenèse alpine. Elles constituent l'unité structurale la plus élevée dans l'édifice alpin reposant sur les nappes penniques dont les nappes de Tsaté et de Zermatt-Saas Fee correspondant aux restes de la plaque océanique de l'océan liguro-piémontais. La nappe de la Dent Blanche est nommée d'après le sommet de la dent Blanche situé dans la moitié nord. Mais l'affleurement le plus célèbre de la nappe est le Cervin, qui se compose d'une pièce détachée (klippe) de la nappe. Ainsi il est rappelé que le Cervin est africain.

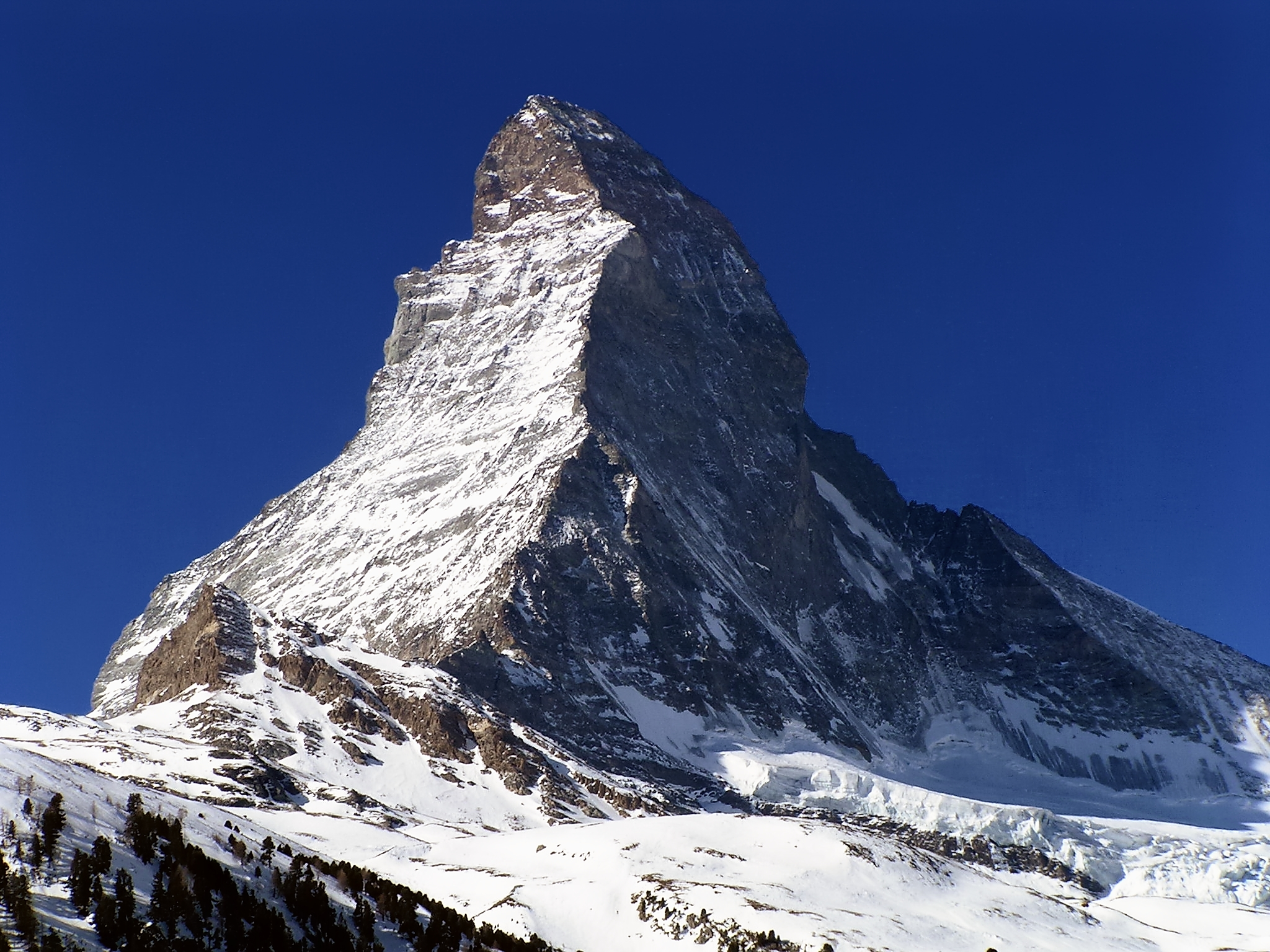
Le Cervin
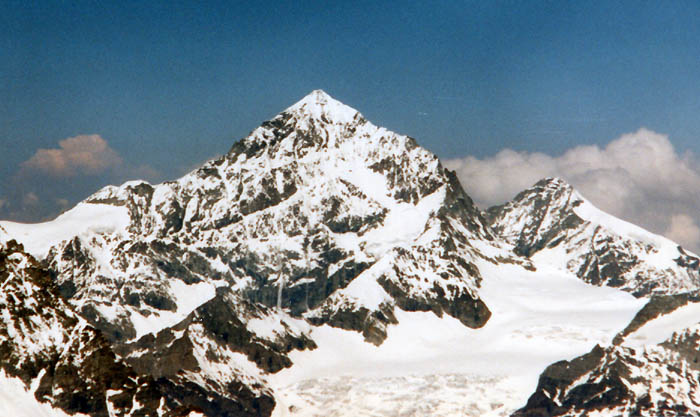
La dent Blanche

### Sources
- (en) Cet article est partiellement ou en totalité issu de l’article de Wikipédia en anglais intitulé « Dent Blanche nappe » (voir la liste des auteurs).